# (163950) 2003 UN22
2003 يو أن 22 (ويعرف أيضًا باسم (163950) 2003 يو أن 22 وفق تسمية الكوكب الصغير) (بالإنجليزية: 2003 UN22)‏ هو كويكب ضمن حزام الكويكبات؛ وترتيبه 163950 من حيث الاكتشاف.
اكتُشف هذا الجُرم الفلكي بواسطة جيمس ويتني يونغ في 23 أكتوبر 2003.

## وصلات خارجية
- (163950) 2003 UN22 في قاعدة بيانات مختبر الدفع النفاث لأجرام النظام الشمسي الصغيرة

- الاكتشاف · مخطط المدار ·  العناصر المدارية · المعلمات المادية

- (163950) 2003 UN22 على موقع ويكي سكاي: DSS2, SDSS, GALEX, IRAS, Hydrogen α, X-Ray, Astrophoto, Sky Map, Articles and images